# Siedenlangenbeck
Siedenlangenbeck este o comună din landul Saxonia-Anhalt, Germania.